# Maureilhan
Maureilhan település Franciaországban, Hérault megyében. Lakosainak száma 2465 fő (2022. január 1.). Maureilhan Puisserguier, Béziers, Capestang, Cazouls-lès-Béziers, Maraussan és Montady községekkel határos.

## Népesség
A település népességének változása:
| Lakosok száma | 1172 | 1298 | 1412 | 1694 | 1991 | 2049 | 2095 | 2260 | 2342 | 2465 |
|               | 1968 | 1982 | 1990 | 2006 | 2013 | 2015 | 2017 | 2019 | 2020 | 2022 |